# Estadio Chevron
Das Estadio Chevron ist ein Baseballstadion in der mexikanischen Stadt Tijuana, Bundesstaat Baja California, das zeitweise auch als Fußballstadion genutzt wurde. Wegen seiner Nähe zum gleichnamigen Hügel ist es auch bekannt als Estadio del Cerro Colorado.

## Geschichte
Die Bauarbeiten begannen am 5. Mai 1977 und bereits wenige Monate später war die erste Bauphase abgeschlossen, so dass am 12. Oktober des Jahres die offizielle Stadioneröffnung vor rund 12.000 Zuschauern stattfinden konnte. Diese fand statt mit dem Baseballspiel zwischen der gastgebenden Mannschaft der Potros de Tijuana und den Gästen der Águilas de Mexicali. Wegen der ursprünglichen Nutzung der Potros war das Estadio Cerro Colorado zunächst auch als Estadio de los Potros bekannt. Nachdem die Potros ihre Mannschaft 1991 zurückziehen mussten, wurde das Stadion zunehmend als Austragungsort für Fußballspiele genutzt. Die gelegentliche Nutzung als Fußballstadion begann jedoch bereits in den späten 1980er-Jahren und am 11. Juni 1989 war das Stadion sogar erstmals Austragungsort eines Spiels der ersten mexikanischen Fußball-Liga, als der Club Santos Laguna sein letztes Heimspiel der Saison 1988/89 gegen den Puebla FC bestritt.
Über die kompletten 1990er-Jahre bis Ende 2003 diente das Stadion als Heimspielstätte diverser Mannschaften aus Tijuana, die in jenen Jahren in der zweiten mexikanischen Fußball-Liga spielten: von 1989 bis 1997 trugen die Fußballer von Inter de Tijuana dort ihre Heimspiele aus und von 1997 bis 2003 die Mannschaft von Nacional Tijuana, die bis 1999 noch unter der Bezeichnung Chivas Tijuana antrat und als Farmteam des Erstligisten Chivas Guadalajara fungierte. In Anlehnung an die Vereinsbezeichnung erhielt das Stadion zu jener Zeit die Bezeichnung Estadio Nacional. Als Fußballstadion diente es zuletzt Ende 2003 für eine Halbsaison als Heimspielstätte der Trotamundos Tijuana. Als sich für 2004 eine Rückkehr als Baseballstadion andeutete, verzogen die Trotamundos nach Salamanca.
Seit 2004 wird das Stadion wieder als regelmäßiger Austragungsort für Baseballspiele genutzt. Bald darauf wurde die Firma Calimax Namenssponsor und folglich firmierte das Stadion anschließend unter der Bezeichnung Estadio Calimax, bis die Firma 2008 den Vertrag nicht verlängerte und das Stadion wieder als Estadio Cerro Colorado in Erscheinung trat. 2013 übernahm der Mineralölkonzern Gasmart das Stadion, wurde Namensgeber und baute die Kapazität auf 17.000 Besucher aus.
Im Februar 2019 erwarb der Energiekonzern Chevron Corporation die Namensrechte am heutigen Estadio Chevron.